# Grand Junction (Colorado)
Grand Junction é uma cidade localizada no estado americano do Colorado, no Condado de Mesa.

## Demografia
Segundo o censo americano de 2000, a sua população era de 41.986 habitantes.
Em 2006, foi estimada uma população de 46.898, um aumento de 4912 (11.7%).

## Geografia
De acordo com o United States Census Bureau tem uma área de
80,5 km², dos quais 79,8 km² cobertos por terra e 0,7 km² cobertos por água. Grand Junction localiza-se a aproximadamente 1387 m acima do nível do mar.

## Localidades na vizinhança
O diagrama seguinte representa as localidades num raio de 24 km ao redor de Grand Junction.